# Cratere Disney
Disney è un cratere da impatto sulla superficie di Mercurio.
Il cratere è dedicato al regista e animatore statunitense Walt Disney.